# Noboru Ueda

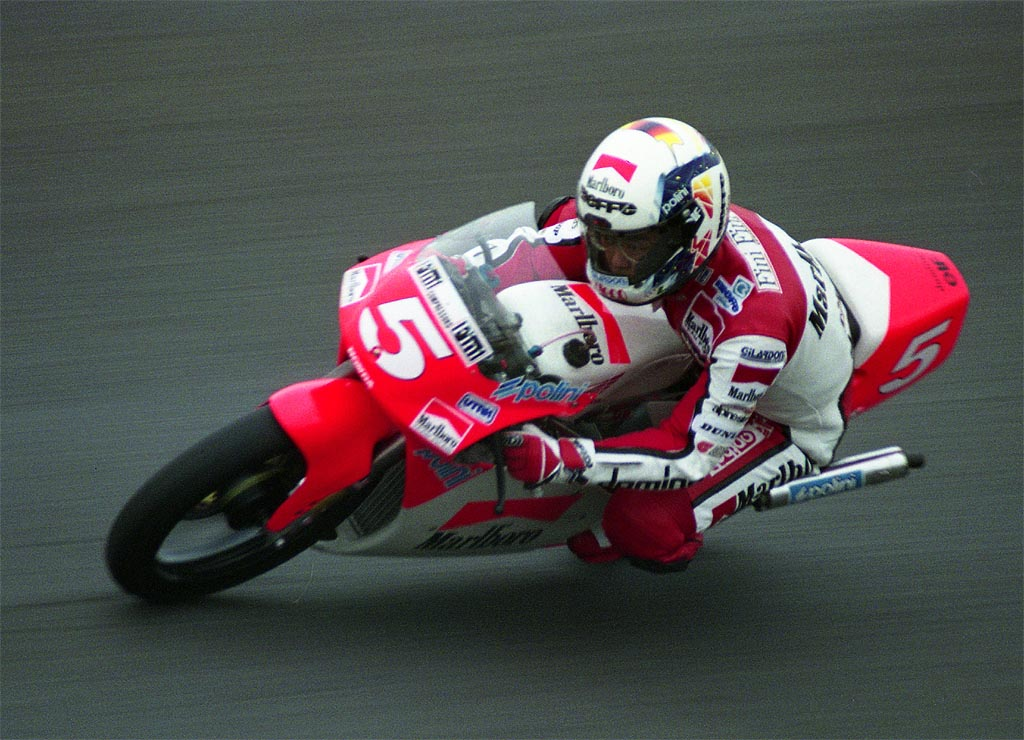
Noboru Ueda, Japans GP 1992.

Noboru Ueda, född den 23 juli 1967 i Aichi, Japan är en japansk tidigare roadracingförare.

## Roadracingkarriär
Ueda körde hela sin karriär i 125GP, huvudsakligen på Honda, och tog 13 Grand Prix-segrar. Han var aktiv i världsmästerskapen från 1991 till 2002 och slutade tvåa i VM två gånger: Säsongen 1994 efter landsmannen Kazuto Sakata och 1997 efter Valentino Rossi. Han vann även sitt debutlopp, på Suzuka 1991.

## Segrar 125GP
| Nummer | Grand Prix | År   |
| ------ | ---------- | ---- |
| 1      | Japan      | 1991 |
| 2      | Spanien    | 1991 |
| 3      | Europa     | 1993 |
| 4      | Malaysia   | 1994 |
| 5      | Italien    | 1994 |
| 6      | Frankrike  | 1994 |
| 7      | Japan      | 1997 |
| 8      | Österrike  | 1997 |
| 9      | Tjeckien   | 1997 |
| 10     | Australien | 1997 |
| 11     | Malaysia   | 1998 |
| 12     | Brasilien  | 1999 |
| 13     | Italien    | 2001 |